# (4146) Rudolfinum
(4146) Rudolfinum es un asteroide perteneciente al cinturón de asteroides, descubierto el 16 de febrero de 1982 por Ladislav Brožek desde el Observatorio Kleť, České Budějovice, República Checa.

## Designación y nombre
Designado provisionalmente como 1982 DD2. Fue nombrado Rudolfinum en homenaje al edificio de Praga Rudolfinum que alberga salas de conciertos y exposiciones.